# Maree Cheatham

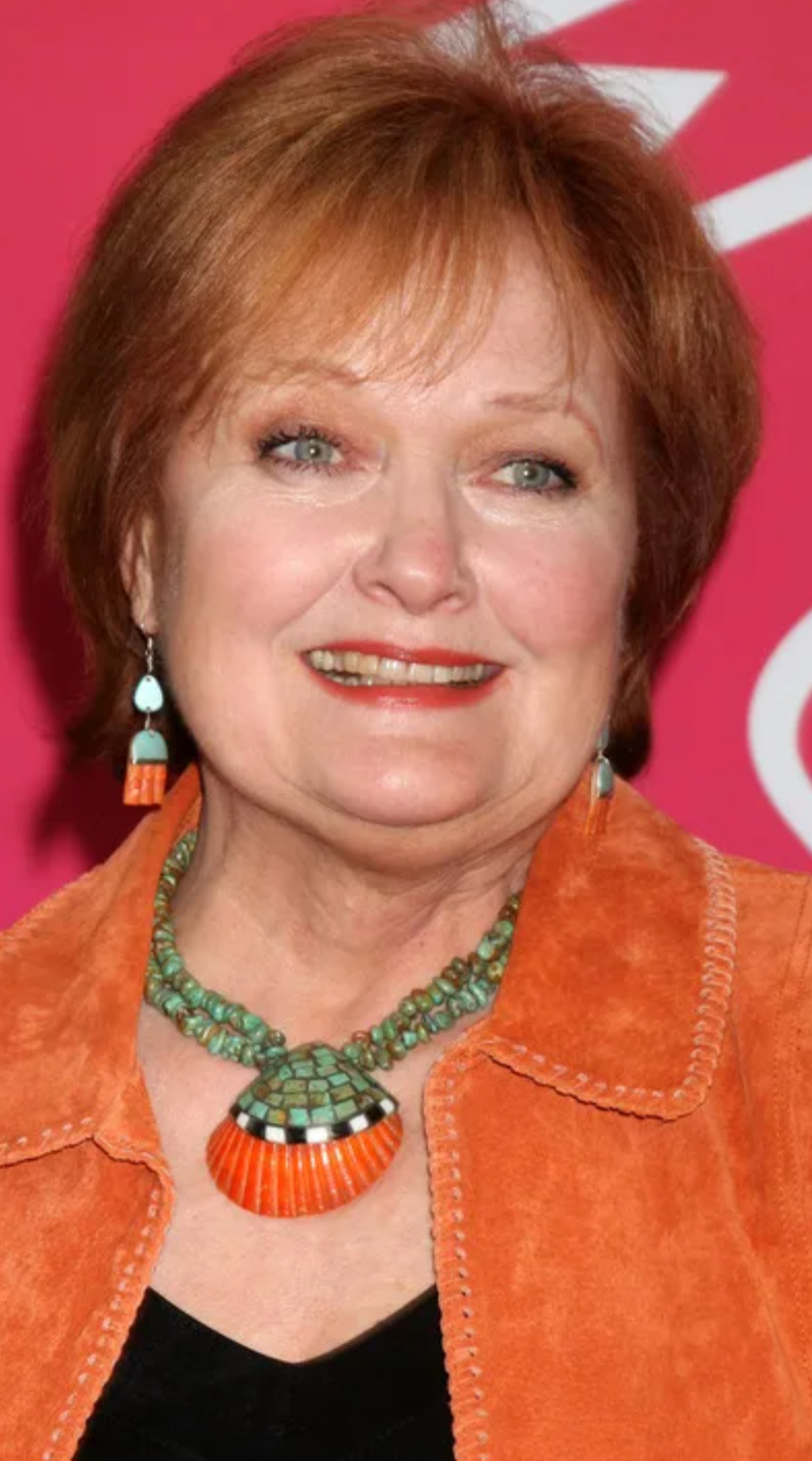
Maree Cheatham

Maree Cheatham (* 2. Juni 1940 in Oklahoma City, Oklahoma als Bettie Marie Hatcher; auch bekannt als Marie Cheatham) ist eine US-amerikanische Film- und Fernsehschauspielerin. Bekannt wurde sie vor allem durch ihre Rollen in Fernsehserien.

## Leben und Wirken
Cheatham wurde als Bettie Marie Hatcher in Oklahoma City geboren. Ihr Vater fiel während des Krieges als Soldat in Italien. Ihre Mutter heiratete später erneut und nahm gemeinsam mit ihrer Tochter aus erster Ehe den Nachnamen des neuen Partners (Cheatham) an. Die Familie zog anschließend nach Bellaire (Texas), wo Cheatham auch die High School abschloss.
Ihre erste größere Rolle als Schauspielerin bekam sie 1965 in der Seifenoper Zeit der Sehnsucht, in welcher sie von 1965 bis 2010 in der Rolle der „Marie Horton“ auftrat. Ab 1975 spielte sie in der Seifenoper Search for Tomorrow. Ab 1988 übernahm sie erneut eine wiederkehrende Rolle in der Krankenhausserie General Hospital. Im Jahr 2000 hatte sie in der Sitcom Malcolm mittendrin einen Gastauftritt als Richterin eines Schönheitswettbewerbs. Von 2013 bis 2014 spielte sie in der Sitcom Sam & Cat „Nona Valentine“, die Großmutter von „Cat Valentine“.
Cheatham war ab 1964 das erste Mal verheiratet. Diese Ehe wurde 1974 geschieden. 1998 heiratete sie ein zweites Mal.

## Filmografie (Auswahl)

### Filme
- 1998: Eine Hochzeit zum Verlieben (The Wedding Singer)
- 1999: Get The Dog – Verrückt nach Liebe (Lost and Found)
- 2007: Sex and Breakfast
- 2008: Broken Angel
- 2009: Crossing Over
- 2009: Protection (Kurzfilm)
- 2009: (K)ein bisschen schwanger (Labor Pains)
- 2009: Stellina Blue
- 2009: Little Fish, Strange Pond
- 2010: Letters to God

### Fernsehserien
- 1996: The Jeff Foxworthy Show (eine Folge)
- 1965–1968; 1970–1973; 1994; 1996; 2010: Zeit der Sehnsucht (Days of our Lives)
- 1975–1984: Search for Tomorrow
- 1988–1991: General Hospital
- 1990: Columbo: Luzifers Schüler (Columbo Goes to College)
- 1998: X-Factor: Das Unfassbare (Beyond Belief: Fact or Fiction, Folge 2x12: Rote Augen)
- 2000: Malcolm mittendrin (Malcolm in the Middle, Folge 1x09: Ohne Moos nichts los)[3]
- 2002: Scrubs – Die Anfänger (Scrubs, Folge 2x03: Mein Ticket nach Reno)
- 2003: The West Wing – Im Zentrum der Macht (The West Wing, eine Folge)
- 2004: Monk (eine Folge)
- 2005: Desperate Housewives (eine Folge)
- 2007: Rules of Engagement (eine Folge)
- 2012: Hot in Cleveland (eine Folge)
- 2013–2014: Sam & Cat (18 Folgen)
- 2019: Young Sheldon (eine Folge)